# Монархія Південної Африки
Південно-Африканський Союз (афр. Unie van Suid-Afrika; англ. Union of South Africa; нід. Unie van Zuid-Afrika), ПАС — королівство-домініон, існувало з 31 травня 1910 по 31 травня 1961 року. Початок Південноафриканської монархії поклав Акт про Південну Африку.
У 1931 році був прийнятий Вестмінстерський статут, який закріпив за ПАС статус держави Співдружності націй. У 1961 році Південно-Африканський Союз вийшов зі Співдружності націй і став повністю незалежною державою (Південно-Африканська Республіка).

## Віндзорська династія
| І'мя                              | Портрет | Роки правління                | Примітки |
| --------------------------------- | ------- | ----------------------------- | --- |
| Георг V (англ. George V)          |         | 1910-1936                     | Син Едуарда VII, імператор Індії, король Королівств Співдружності та колоній. |
| Едуард VIII (англ. Edward VIII)   |         | 1936                          | Син Георга V, імператор Індії, король Королівств Співдружності та колоній. Відрікся від престолу. |
| Георг VI (англ. George VI)        |         | 1936-1952                     | Син Георга V, імператор Індії (до 1947 р.), король Королівств Співдружності та колоній. |
| Єлизавета II (англ. Elizabeth II) |         | 6 лютого 1952— 31 травня 1961 | Донька Георга VI, голова Співдружності націй, королева Австралії, Канади, Нової Зеландії, Антигуа і Барбуди, Багамських островів, Барбадосу, Белізу, Гренади, Папуа Нової Гвінеї, Сент-Вінсенту і Гренадин, Сент-Кіттсу і Невісу, Сент-Люсії, Соломонових островів, Тувалу та Ямайки. |